# Sojuz TM-34
Sojuz TM-34 (ryska: Союз ТM-34) var en flygning i det ryska rymdprogrammet. Detta var den sista flygningen med en Sojuz av modell TM. Flygningen gick till Internationella rymdstationen. Farkosten sköts upp med en Sojuz-U-raket, från Kosmodromen i Bajkonur den 25 april 2002. Den dockade med rymdstationen den 27 april 2002. Farkosten lämnade rymdstationen den 9 november 2002 och några timmar senare återinträdde den i jordens atmosfär och landade i Kazakstan.